# Blast Tyrant
Blast Tyrant è il sesto album in studio del gruppo musicale rock statunitense Clutch, pubblicato nel 2004.

## Tracce
1. Mercury – 3:00
2. Profits of Doom – 3:12
3. The Mob Goes Wild – 3:32
4. Cypress Grove – 2:45
5. Promoter (of Earthbound Causes) – 3:14
6. The Regulator – 5:25
7. Worm Drink – 3:13
8. Army of Bono – 4:36
9. Spleen Merchant – 2:38
10. (In the Wake of) The Swollen Goat – 3:01
11. Weathermaker – 0:47
12. Subtle Hustle – 2:46
13. Ghost – 4:37
14. (Notes from the Trial of) La Curandera – 5:49
15. WYSIWYG – 5:49

## Formazione
- Neil Fallon – voce, chitarra, tastiere
- Tim Sult – chitarra
- Dan Maines – basso
- Jean-Paul Gaster – batteria